# Montserrat Bordes Solanas
Montserrat Bordes Solanas (Barcelona, 12 de desembre de 1965 - 23 de juliol del 2010) era una filòsofa, escriptora i professora universitària especialitzada en el camp de la filosofia analítica i, sobre tot, en el de l'ontologia analítica; a més, realizà estudis sobre les fal·làcies i la lògica. És coneguda per ser autora de Las trampas de circe, un llibre que tracta, d'una manera detallada i accesible, el món de les fal·làcies, tema central i únic del llibre.

## Biografia
Ja des de la seva infantesa va interessar-se pel dibuix figuratiu, una afició que mantingué fins a la fi dels seus dies; en l'adolescència va descobrir, a més, la filosofia, d'ací que comencés a llegir-ne els clàssics. Després d'haver cursat l'educació secundària, es matriculà a la Facultat de Filosofia de la Universitat de Barcelona. Durant els seus anys de doctorat, que va realitzar a la Universitat de Barcelona mateix, va centrar-se principalment en la filosofia del llenguatge, però la seva reflexió va dirigir-se envers l'ontologia analítica després d'haver-hi entrat en contacte mitjançant la consulta fortuïta d'articles de David Armstrong, Keith Campbell i, sobre tot, de David Lewis, a qui admirava pel seu estil honest i precís.
A la seva tesi doctoral (Identidad, persistencia e indiscernibilidad) analitzà els conceptes d'identitat sincrònica, la noció de constitució i la d'identitat diacrònica o persistència temporal. Més endavant, la seva tesi doctoral serviria de precedent per a l'escriptura de Just the Arguments: 100 of the Most Important Arguments in Western Philosophy, de Michael Bruce i Steven Barbone, que esdevingué una de las grans obres de referència internacional de la filosofia actual.
Als articles que escrigué un cop conclosos els seus estudis, tractà sobre nombrosos temes, des de l'estètica (Partituras, lienzos, palabras: sobre la asimetría de las artes) fins al pas del temps (Consideraciones procesualistas: en defensa de las partes temporales). Més endavant i arran de les seves investigacions al camp de la bioètica va passar a ser-ne professora a la Universitat de Barcelona, on aquesta matèria és una assignatura troncal de la carrera de Biologia. Posteriorment, esdevingué professora de Filosofia de la Ciència i de Bioètica a la Universitat Pompeu Fabra
A més, va ser membre del Comitè d'Ètica de la Investigació Clínica del IMIM, de l'International Association of Bioethics y de la European Society for Analytical Pilosophy, del grup d'experts en bioètica del Global Ethics Observatory de la UNESCO, com també fou investigadora principal en un projecte patrocinat pel Ministeri d'Educació i Ciència sobre assaigs clínics en humans.

## Obra destacada

### El terrorismo, una lectura analítica
El terrorismo, una lectura analítica. La crueltat premeditada amb què ETA perpetrà l'assassinat de Miguel Ángel Blanco va sacsejar el ritme de raonament habitual de l'autora. Això va dur-la a redactar dues obres germanes, El terrorismo, una lectura analítica i Terrorismo y acción normativa, publicades el 2000 i 1999, respectivament. Hi utilizà amb maduresa i saviesa els instruments conceptuals i metodològics propis de la filosofia analítica aplicats a un tema d'interès general. Va ser justament arran d'aquesta feta que percebé amb claredat la rellevància de la filosofia de la identitat personal en l'ètica i que va convèncer-se definitivament que la filosofia analítica podía i havia de contribuir d'alguna manera a desfer malentensos conceptuals per així trobar el camí envers una pau justa.

### Las trampas de Circe
Las trampas de Circe, està dedicada a son pare i és, d'una banda, el seu magnum opus i de l'altra, una publicació pòstuma; per això, fou el seu company, l'escriptor colombià Zamir Bechara, qui, després de la mort de Montserrat Bordes, va haver de tenir cura de la redacció final del llibre. A més de Bechara, hi van col·laborar també grups d'estudiants voluntaris.
L'autora explicà així la raó del títol del llibre:
| « | Segons el Cant X de l'Odissea, Circe era una maga, senyora d'Eea (Aeaea), una de les illes per on passà Ulisses en el seu retorn cap a casa després de la Guerra de Troia. Circe tenia el poder de convertir els humans visitants de la seva illa en dòcils i servils animals irracionals mitjançant una poció que els servia al convit de benvinguda. Són unes pocions paregudes les fal·làcies que avui en dia ens enterboleixen la raó i ens domestiquen amb els usos i abusos esbiaixats i interesats, manipuladors, del discurs comú. | » |

#### Sinopsi
Aquest llibre estudia qüestions vinculades al camp de la lògica aplicada, concretament a la teoria de l'argumentació informal. Abasta l'anàlisi de les principals menes d'errors per incompetència argumentativa a partir d'un enfocament normatiu actualitzat i amb una proposta de taxonomia de fal·làcies lògiques informals basada en els criteris bàsics de bona argumentació. S'hi identifiquen, descriuen i exemplifiquen, amb textos de diferents nivells de dificultat, les fal·làcies més habituals (com ara, las fal·làcies "ad hominem, ad populum, petitio principii", per inducció precipitada, falsa analogia, fals dilema) presents en diferents interaccions lingüístiques interpersonals (documents polítics, periodístics, pseudocientífics, filosòfics) formulades en llenguatges naturals. Els principals epígrafs del llibre s'il·lustren amb textos trets del Quijote i d'obres de Lewis Carroll. Els capítols inicials tracten matèries prèvies recomenables per a la bona comprensió dels capítols de desenvolupament de fal·làcies específiques: la relació entre lògica i retòrica, les diferents menes d'arguments, la relació entre raonar i argumentar, el lloc de les emocions en l'argumentació fal·laç i les diferents teories i definicions de fal·làcia, igual como els errors conceptuals més comuns associats amb el terme o el víncle entre fal·làcies i paradoxes. Al final, hi ha un capítol sobre fal·làcies bioètiques contemporànias, i un altre amb una proposta de "Codi de Bones Práctiques Argumentatives", fonamentat en els criteris a partir dels quals s'elabora la taxonomia de fal·làcies del llibre.